# Colbjørn Torstensen Arneberg

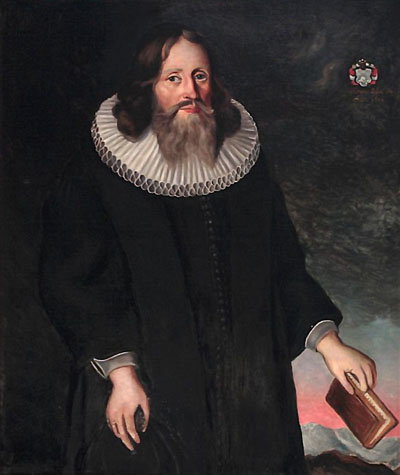
Colbjørn Torstensen Arneberg.

Colbjørn Torstensen Arneberg, född i Solør den 24 augusti 1628, död i Sørum den 20 oktober 1720, var en norsk präst med hela sin verksamhet förlagd till Sørum.

## Bakgrund

### Familj
Colbjørn Torstensen Arneberg var son till lensmanden i Hof och storbonden på Arneberg i Solør Torsten Colbjørnsen Berger (omkring 1590- omkring 1672) och Birgitte Arnesdatter Gile (född omkring 1600).  Han blev omkring 1662 gift med Johanna (Anna) Jacobsdatter Bie Kraft, en prästdotter från Sørum. Med henne fick han dottern Anna Colbjørnsdatter, senare prästfru och nationalhjälte.
Arneberg gifte sig andra gången omkring 1674 med Cathrine Stub, dotter till krigarprästen Kjeld Stub. I detta äktenskap fanns Hans och Peder Colbjørnsen bland barnen. De blev kända för sitt deltagande i försvaret av Fredrikshald mot Karl XII:s angrepp.
Colbjørn Torstensen Arneberg hade fyra barn i första äktenskapet, och sju i det andra (några källor uppger totalt 18 barn). Han är stamfader till släkten Colbjørnsen.

### Efterkommande

#### Barn
- Anna Colbjørnsdatter
- Hans Colbjørnsen
- Peder Colbjørnsen

#### Barnbarns barn
- Jacob Edvard Colbjørnsen
- Christian Colbjørnsen
- Carsten Tank

## Liv och verk
Arneberg blev 1659 kaplan i Sørum, och från 1662 var han sognepræst och lärare på samma plats. Han tillbragte hela sitt liv som präst, totalt 62 år, i Sørum. Han etablerade sig också som en stor jordägare i distriktet, med bland annat Sørum gård, där han hade sin bostad. Mycket av inventariet i Sørums kyrka är gåvor från Colbjørn Torstensen Arnebergs barn.

## Gravskrift
Colbjørn Torstensen Arneberg är begraven vid Sørums kyrka, och på hans grav finns denna gravskrift:
Under denne iern Plade 

hviler de iordische levninger 

af den 

welærværdige og wellærde 

nu salige mand 

Her Colbjøren Tostensen 

Fordum Sognepræst til Sørum præstegiæld 

Udi Nedre Rommeriges provstiie 

Hvis liv 

Begyndte af en god og ærlig herkomst 

Den 24 augusti aar 1628 

Endtes efter en Christelig Fræmdragelse 

Den 20 october aar 1720 

Efterat han havde oplevet 

I en opbyggelig præste stand 62 aar 

I en fornøielig ægtestand 59 aar 

Med de ærdyderige hustruer 

Den første Johanna Jacobsdatter Kraft i 12 aar 

Og efter de aars enchemands sæde 

Catharina Kieldsdatter Stub i 47 aar 

Sine graae haar 

Førde han til graven i sin høie alders 93 aar 

Sine børn og børnebørn 

Saa han med glæde i et velsignet tal av 67 

Med hvilche og alle Guds børn 

Han haaber at samles 

I de troendes glædelige 

Opstandelse